# Дивний батько
Дивний батько (кор. 아버지가 이상해) — південнокорейський драматично-романтичний серіал що транслювався щосуботи та щонеділі з 4 березня по 27 серпня 2017 року на телеканалі KBS2.

## Сюжет
У передмісті Сеула мешкає звичайний чоловік на ім'я Бьон Хан Су, в нього любляча дружина та четверо дорослих дітей. Хан Су разом з дружиною тримає невелику їдальню, за чесне та порядне життя він користується повагою сусідів. Але в цього чоловіка є величезна таємниця, про яку знає лише його дружина. В молодості Хан Су мав зовсім інше ім'я, його звали Лі Юн Сок, але через наклеп його звинуватили у злочині та відправили на декілька років до в'язниці. Відбувши покарання Юн Сок намагався побудувати нове життя, але всі навколо бачили в ньому лише злочинця, до того ж від постійних хвилювань в нього тяжко захворіла мати. Намагаючись заробити кошти на лікування, він тяжко працював на будівництві, але замість платні його знов звинуватили в крадіжці. Єдина людина хто розгледів в Юн Сокі порядного чоловіка, стала медсестра На Йон Сіль з лікарні де лікувалася мати Юн Сока. Не витримавши стресу мати Юн Сока невдовзі померла, а йому щоб знов не потрапити до в'язниці, довелося тікати за кордон.
Перебуваючи у Лос-Анджелесі, Юн Сок разом зі своїм другом Бьон Хан Су відпочивав в барі в якому в ту мить вибухнув газ. Прийшовши за два тижні до тями, Юн Сок дізнається що його друг загинув, але через плутанину з документами всі в лікарні вважають тепер його Бьоном Хан Су, а загиблим оголошують Лі Юн Сока. Спочатку він хотів прояснити непорозуміння. Але використати цю можливість та залишитися Бьоном Хан Су, Юн Сока вмовляє приїхавша до США На Йон Сіль, яка виявила що вагітна. Переймаючись що його майбутня дитина стане дитиною злочинця, Юн Сок погоджується залишитися Бьоном Хан Су. Повернувшись разом з Йон Сіль до Кореї, Юн Сока спочатку надто мучає сумління за використання імені покійного друга, але все змінюється після народження сина. Не бажаючи щоб його син носив клеймо сина злочинця, Юн Сок остаточно приймає рішення жити під іменем Бьон Хан Су. Все б і далі тривало так, але через 35 років на порозі їдальні що тримає Хан Су з'являється популярний актор Ан Чун Хї, який заявляє що Хан Су його батько, якого він так довго шукав. Розгубленому Юн Соку — Хан Су, нічого не залишається як підтвердити що він дійсно батько Чун Хї. Ситуація ускладнюється тим, що Чун Хї виявляє бажання пожити разом з батьком щоб дізнатися що таке батьківська любов. Але як пояснити своїм дітям звідки у нього взявся дорослий син, та чи можливо надалі приховувати свою ідентичність…

## Акторський склад

### Головні ролі
- Кім Йон Чхоль[en] — у ролі Бьон Хан Су / Лі Юн Сок. Порядний чоловік що потрапивши в тяжкі життєві обставини та змушений майже все життя жити під чужим ім'ям.
- Кім Хе Сук[en] — у ролі На Йон Сіль. Дружина Юн Сока та мати його четверих дітей. В молодості вмовила його жити під чужим ім'ям. але потім все життя дуже переймалася цим.
- Лі Чжун[en] — у ролі Ан Чун Хї[1]. Колишній популярний співак, який вирішив спробувати свої сили в акторському мистецтві. Він виріс в США у неповній родині, тож завжди мріяв знайти свого рідного батька.
- Мін Чін Ун[en] — у ролі Бьон Чун Йона. Старший син Хан Су. Йому з п'ятої спроби вдається здати іспит на громадянську службу, що дозволяє стати чиновником в Кореї.
- Лі Ю Рі[en] — у ролі Бьон Хє Йон[2][3]. Перша донька Хан Су. Отримавши гарну освіту вона працює адвокатом в юридичній фірмі. Навчаючись в коледжі вона зустрічалася Чха Чон Хваном, але через сильну протидію його матері, Хє Йон залишила коханого. Зустрівши його знов через десятиліття вирішила зробити другу спробу.
- Чон Со Мін — у ролі Бьон Мі Йон[4]. Середня донька Хан Су. В юності мала проблеми з зайвою вагою, через що її постійно цькували в школі. Доклавши величезних зусиль вона схудла, але старі комплекси залишилися. Влаштувавшись на роботу до Gabi Entertainment, вона стає менеджером в популярного артиста Ан Чун Хї. Але становище ускладнює те що в тій же фірмі працює її головна кривдниця Кім Ю Чжу, яка до того ж зустрічається з її старшим братом.
- Рю Хва Йон — у ролі Бьон Ра Йон[5]. Молодша донька Хан Су. Працює інструктором по йозі в спортивній школі.
- Рю Су Йон — у ролі Чха Чон Хвана[6]. Єдиний син Гю Тека та Бок Ньо. Режисер на телебаченні, через тривалий час зустрічає своє перше кохання Хє Йон, та з подивом відкриває що з роками почуття не згасли.
- Ан Хьо Соп[en] — у ролі Пак Чхоль Су[7]. Син президента великої компанії. Через небажання працювати в родинному бізнесі, змушений розірвати зв'язки з батьком. Працює тренером в спортивній школі, зарплатні в якій не вистачає навіть на аренду житла, тож змушений ночувати в підсобці.

### Другорядні ролі

#### Люди навколо родини Бьон
- Лі Мі До[en] — у ролі Кім Ю Чжу. Колишня однокласниця Мі Йон, голова відділу в Gabi Entertainment. В шкільні роки вона постійно цькувала Мі Йон, але за цим ховалася лише заздрість до теплих відносин в родині Мі Йон, оскільки у самої Ю Чжу батьки розлучилися. У дорослому житті ставши керівником Мі Йон, не змогла одразу відмовитися від прикрої шкільної звички.
- Пак Хє Сук — у ролі Кім Маль Бун. Мати Йон Сіль та Йон Сіка, яка мешкає з родиною сина.
- Лі Чун Хьок[en] — у ролі На Йон Сіка. Молодший брат Йон Сіль. Надто довірливий та не надто вправний в бізнесі чоловік, через що й збанкрутів. Натомість має добру вдачу, та врешті решт знаходить свій шлях відкривши піцерію.
- Чан Со Йон — у ролі Лі По Мі. Дружина Йон Сіка яка намагається допомогти чоловіку знайти шлях у житті.
- Чон Чун Вон[en] — На Мін Ха. Син Йон Сіка та По Мі, навчається в середній школі. Мін Ха легко дається навчання, він навіть заробляє кошти пишучі реферати для менш вправних однокласників.

#### Батьки Чон Хвана
- Кан Сок У[en] — у ролі Чха Гю Тека. Колишній журналіст, вийшовши на пенсію зацікавився поезією. Має улюблену маленьку собачку Чіко, якій приділяє набагато більше уваги ніж дружині. Розмірковував над тим щоб розлучитися з дружиною та жити з Чіко, але зрозумів що за прожиті десятиліття дуже звик до Бок Ньо.
- Сон Ок Сук[en] — у ролі О Бок Ньо. Не надто розумна але любляча дружина Гю Тека. Дуже переймається що її чоловік не звертає на неї уваги. Вона є власнецею будівлі в якій серед інших мешкає вся родина Бьон.

#### Інші
- Лі Бьон Чжун[en] — у ролі Пак Хьон Іка. Батько Чхоль Су, президент великої компанії.
- Сон Вон Сок — у ролі Пак Йон Хия. Брат Чхоль Су.

## Рейтинги
- Найнижчі рейтинги позначені синім кольором, а найвищі — червоним кольором.

| Серія    | Прем'єра        | Рейтинг        | Рейтинг      | Рейтинг        | Рейтинг     |
| Серія    | Прем'єра        | TNmS Ratings   | TNmS Ratings | AGB Nielsen    | AGB Nielsen |
| Серія    | Прем'єра        | По всій країні | Сеул         | По всій країні | Сеул        |
| -------- | --------------- | -------------- | ------------ | -------------- | ----------- |
| 1        | 4 березня 2017  | 21,1 %         | 19,4 %       | 22,9 %         | 22,7 %      |
| 2        | 5 березня 2017  | 24,4 %         | 23,3 %       | 26,5 %         | 25,7 %      |
| 3        | 11 березня 2017 | 19,6% (1-й)    | 18,8% (1-й)  | 21,4% (1-й)    | 20,7% (1-й) |
| 4        | 12 березня 2017 | 21,9 %         | 21,1 %       | 24,4 %         | 24,5 %      |
| 5        | 18 березня 2017 | 21,1 %         | 20,7 %       | 22,5 %         | 21,4 %      |
| 6        | 19 березня 2017 | 26,2 %         | 23,5 %       | 27,1 %         | 26,3 %      |
| 7        | 25 березня 2017 | 22,6 %         | 21 %         | 22,4 %         | 21,6 %      |
| 8        | 26 березня 2017 | 26,9 %         | 25,1 %       | 26,8 %         | 25,6 %      |
| 9        | 1 квітня 2017   | 23,5 %         | 19,8 %       | 21,9 %         | 21,9 %      |
| 10       | 2 квітня 2017   | 26,4 %         | 24,6 %       | 25,8 %         | 25,5 %      |
| 11       | 8 квітня 2017   | 22 %           | 19,6 %       | 22,3 %         | 22,4 %      |
| 12       | 9 квітня 2017   | 25,5 %         | 23,3 %       | 26,8 %         | 25,9 %      |
| 13       | 15 квітня 2017  | 22,9 %         | 20,7 %       | 22,8 %         | 22,4 %      |
| 14       | 16 квітня 2017  | 27,6 %         | 25,5 %       | 28 %           | 27,6 %      |
| 15       | 22 квітня 2017  | 24,7 %         | 22,5 %       | 23 %           | 22,4 %      |
| 16       | 23 квітня 2017  | 24,4 %         | 22,8 %       | 23,5 %         | 23,4 %      |
| 17       | 29 квітня 2017  | 24,4 %         | 23,1 %       | 24,2 %         | 23,9 %      |
| 18       | 30 квітня 2017  | 28,2 %         | 26,5 %       | 27,1 %         | 26,7 %      |
| 19       | 6 травня 2017   | 25,7 %         | 25,1 %       | 25,2 %         | 24,4 %      |
| 20       | 7 травня 2017   | 28,8 %         | 27,1 %       | 29,2 %         | 28,4 %      |
| 21       | 13 травня 2017  | 24,7 %         | 25,3 %       | 26,1 %         | 25,6 %      |
| 22       | 14 травня 2017  | 27,9 %         | 27,7 %       | 30,4 %         | 29,2 %      |
| 23       | 20 травня 2017  | 24,7 %         | 22,6 %       | 24 %           | 23 %        |
| 24       | 21 травня 2017  | 30,2 %         | 28,6 %       | 30,5 %         | 29,3 %      |
| 25       | 27 травня 2017  | 25,1 %         | 23,5 %       | 24,2 %         | 23,8 %      |
| 26       | 28 травня 2017  | 30,5 %         | 29,7 %       | 31 %           | 31,1 %      |
| 27       | 3 червня 2017   | 25,6 %         | 24,1 %       | 26,4 %         | 25,1 %      |
| 28       | 4 червня 2017   | 28,7 %         | 27,6 %       | 31 %           | 30,7 %      |
| 29       | 10 червня 2017  | 27,3 %         | 25,6 %       | 26,1 %         | 25,1 %      |
| 30       | 11 червня 2017  | 29,9 %         | 27,9 %       | 31,7 %         | 30,9 %      |
| 31       | 17 червня 2017  | 25,8 %         | 23,6 %       | 26,5 %         | 25,2 %      |
| 32       | 18 червня 2017  | 30,5 %         | 28,1 %       | 31,6 %         | 31,1 %      |
| 33       | 24 червня 2017  | 27,1 %         | 25,1 %       | 27,4 %         | 27,5 %      |
| 34       | 25 червня 2017  | 29,7 %         | 28,6 %       | 31,4 %         | 31,2 %      |
| 35       | 1 липня 2017    | 27 %           | 25,1 %       | 28,8 %         | 28,7 %      |
| 36       | 2 липня 2017    | 31,7 %         | 29,8 %       | 33,2 %         | 33 %        |
| 37       | 8 липня 2017    | 28,8 %         | 26,7 %       | 28,8 %         | 28,8 %      |
| 38       | 9 липня 2017    | 31,9 %         | 29,7 %       | 32,5           | 32,4 %      |
| 39       | 15 липня 2017   | 28,1 %         | 26,3 %       | 28,7 %         | 29 %        |
| 40       | 16 липня 2017   | 31,5 %         | 29,7 %       | 33,4 %         | 33,1 %      |
| 41       | 22 липня 2017   | 28,1 %         | 25,3 %       | 27 %           | 26,9 %      |
| 42       | 23 липня 2017   | 32,7 %         | 30,2 %       | 32,1 %         | 32,3 %      |
| 43       | 29 липня 2017   | 24,1 %         | 27,8 %       | 28 %           | 28,2 %      |
| 44       | 30 липня 2017   | 32,4 %         | 28,4 %       | 31 %           | 31,2 %      |
| 45       | 5 серпня 2017   | 27,1 %         | 23,8 %       | 28,3 %         | 28,4 %      |
| 46       | 6 серпня 2017   | 32,3 %         | 28,8 %       | 32,2 %         | 32,4 %      |
| 47       | 12 серпня 2017  | 27,8 %         | 24,4 %       | 27,9 %         | 27,2 %      |
| 48       | 13 серпня 2017  | 32,6 %         | 30,3 %       | 34,1 %         | 34,4 %      |
| 49       | 19 серпня 2017  | 27,7 %         | 25,2 %       | 30,3 %         | 30,1 %      |
| 50       | 20 серпня 2017  | 34,1% (1-й)    | 31,2% (1-й)  | 36,5% (1-й)    | 36,3% (1-й) |
| 51       | 26 серпня 2017  | 29,2 %         | 25,6 %       | 28,6 %         | 28,2 %      |
| 52       | 27 серпня 2017  | 33,1 %         | 30,3 %       | 33,7 %         | 33,3 %      |
| Середній | Середній        | 27,2%          | 25,4%        | 27,8%          | 27,4%       |

## Нагороди
| Рік  | Нагорода                      | Категорія                                 | Отримувач            | Результат | Прим.                |
| ---- | ----------------------------- | ----------------------------------------- | -------------------- | --------- | -------------------- |
| 2017 | Премія Бренд року             | Акторка року                              | Лі Ю Рі              | Перемога  | [ 9 ]                |
| 2017 | 10-та Премія корейської драми | Нагорода за майстерність (актор)          | Мін Чін Ун           | Перемога  | [ 10 ]               |
| 2017 | 2-га Премія азійський артист  | Нагорода новачку                          | Ан Хьо Соп           | Перемога  | [ 11 ]               |
| 2017 | 31-ша Премія KBS драма        | Головний приз (Daesang)                   | Кім Йон Чхоль        | Перемога  | [ 12 ] [ 13 ] [ 14 ] |
| 2017 | 31-ша Премія KBS драма        | Нагорода за високу майстерність (акторки) | Лі Ю Рі              | Перемога  | [ 12 ] [ 13 ] [ 14 ] |
| 2017 | 31-ша Премія KBS драма        | Краща нова акторка                        | Рю Хва Йон           | Перемога  | [ 12 ] [ 13 ] [ 14 ] |
| 2017 | 31-ша Премія KBS драма        | Кращий юний актор                         | Чон Чун Вон          | Перемога  | [ 12 ] [ 13 ] [ 14 ] |
| 2017 | 31-ша Премія KBS драма        | Краща пара                                | Рю Су Йон та Лі Ю Рі | Перемога  | [ 12 ] [ 13 ] [ 14 ] |